# Bruce Condé
Bruce Conde (también conocido como Bruce Alonso Borbón de Condé, alias Alfonso Yorba) (5 de diciembre de 1913 - 19 de julio de 1992) fue un oficial del ejército de Estados Unidos, coleccionista de sellos y un general del ejército monárquico durante la Guerra Civil de Yemen del Norte.

## Primeros años
Nació en San Juan Capistrano (California). Huérfano desde temprana edad, fue un ávido coleccionista de sellos desde pequeño, llegando a escribir rey de Yemen para solicitarle sellos de su país. Desde ese momento mantuvo una frecuente correspondencia con el príncipe Muhammad al-Badr, tercer hijo del rey del Reino de Yemen, manteniendo una gran amistad. Cursó estudios universitarios de Lengua Española en Universidad de California en Los Ángeles y fue profesor en diversas academias militares de los EE. UU. antes de la Segunda Guerra Mundial.

## Servicio Militar
Durante la Segunda Guerra Mundial se unió al Ejército de los Estados Unidos, alistándose en la 82.ª División Aerotransportada, luchándo en África del Norte y en las Ardenas, llegando a capitán. Una vez que los alemanes se rindieron, fue destinado al Pacífico con el grado de comandante, para pasar posteriormente al servicio de contrainformación de las Fuerzas Aéreas (USAF).
Más tarde, fue enviado a Japón, donde estudió idioma, aunque su verdadera pasión seguía siendo el mundo árabe. Tras su baja en el ejército, se trasladó a Beirut para estudiar árabe con la ayuda de la G.I. Bill. Desde ese momento se cambió el apellido a Condé, apellido de su abuela, emparentada con la extinta casa de Borbón-Condé.

## Yemen
Gracias a su amistad con el príncipe Muhammad al-Badr, recibió una invitación para residir en el Yemen. Renunció a su ciudadanía estadounidense y se convirtió al Islam en 1958, otorgándole un pasaporte con ciudadanía yemení. Por su afición al coleccionismo de sellos, fue puesto a cargo de la oficina filatélica del país, lo que causó cierta tensión entre Condé y el ministro de Comunicaciones. Condé fue acusa de espionaje, su pasaporte fue revocado y se le expulsó del país. Sin documentación, pasó tres semanas en el aeropuero de El Cairo antes de trasladarse al Líbano, donde fue corresponsal de Linn's Stamp News.

## Sharjah
En 1963 fue nombrado consejero postal de Sharjah, uno de los emiratos que componen los Emiratos Árabes Unidos, donde abrió la primera oficina postal del país y emitió los primeros sellos diseñados por el propio Condé. En agradecimiento, el gobierno de Sharjah le expidió un pasaporte. 

## Guerra Civil de Yemen del Norte
Tras el derrocamiento del jeque Al Qasimi volvió al Yemen como general del Ejército Real y asesor postal. Allí diseñó y emitió gran variedad de sellos con una política filatélica que condujo a que el propio gobierno del Yemen negara la legitimidad de sus sellos. De nuevo Condé marchó para el Líbano dónde siguió emitiendo sellos fraudulentos de Yemen con el propósito de engañar a los coleccionistas. Se instaló por un tiempo en Granada (España) y pasó sus últimos años en Marruecos.
Tras el derrocamiento del imán de Yemen en 1962, Condé regresó a Yemen y se alistó en las filas de las fuerzas realistas en la Guerra Civil Yemen del Norte. También supervisó la producción de sellos de correos realista Yemen, lo que ayudó a recaudar fondos para la causa. En esa época se hacía llamar príncipe Abdurrahman de Borbón, príncipe de Condé, afirmando que su linaje real había sido reconocido y reincorporado por la familia real de Yemen. A pesar de servir con valentía en la guerra, las fuerzas del imán se derrumbaron en 1970, y Condé se trasladó a España y luego a Marruecos en 1980.

## Últimos años
En 1984 se casó con Olga Beatriz di Fonzo, hija de Nicolás Dolgorouky (1898-1970), perteneciente a una casa principesca que reinó en Ucrania, y de Ceclava Czapska (1899-1970), que afirmó ser la gran duquesa María Nikolayevna Romanova, tercera hija del zar. Condé adoptó al hijo de su esposa, Alexis d'Anjou Durrasow.
Habiendo renunciado a su ciudadanía estadounidense muchos años antes, Condé se convirtió en un apátrida, sin pasaporte y sin poder salir de Marruecos. Allí murió el 20 de julio de 1992.